# Willy Roggeman
Willy Roggeman (Ninove, 9 juni 1934 – Aalst, 15 april 2023) was een Belgisch auteur van Nederlandse literatuur.

## Levensloop
Na de lagere school te hebben doorlopen  evenals het lager middelbaar onderwijs aan de rijksmiddelbare jongensschool in Ninove (Grieks-Latijn-Wiskunde) (1939-1948), zette hij zijn studies verder in Aalst, aan de Muziekacademie (1944-1948) en daarna hoger middelbaar onderwijs aan het koninklijk atheneum (1948-1951). Hij vervolgde met studies Germaanse talen aan de Rijksuniversiteit Gent, onder meer bij professor Herman Uyttersprot, en promoveerde tot licentiaat (1951-1955). Willy Roggeman (1934 - 2023) was een regelmatig bezoeker van de kunstkring Celbeton (1957 - 1975) in Dendermonde. Hij was bovendien jazzcriticus en –muzikant.
In 1977 promoveerde hij aan de Universitaire Instelling Antwerpen tot doctor in de Letteren en Wijsbegeerte op een proefschrift over een gedicht van Maurice Gilliams, Tweespraak in de herfst.
Hij werd leraar aan het secundair rijksonderwijs en vanaf 1962 gaf hij algemene vakken aan het hoger niet-universitair rijksonderwijs, het Hoger Rijksinstituut voor Technisch Onderwijs in Aalst (1955-1977). Vervolgens was hij leraar aan het Hoger Rijksinstituut voor Handel en Administratie met Normaalleergangen in Aalst (1978-1989).
Roggeman overleed op 88-jarige leeftijd.

## Schrijver
Roggeman  werkte van 1953 tot 1976 aan een reeks boeken, die hij vanaf 1969 als een samenhangend, gesloten oeuvre opvatte, zijn Opus finitum. Van de 30 boeken waaruit deze reeks bestaat, zijn er 19 gepubliceerd.
Het Opus finitum bestaat uit tamelijk heterogene werken. Naast romans (Blues voor glazen blazers, 1964; Catch as catch can, 1968) en dichtbundels (Nardis, 1966; Indras, 1973) zijn er essays over literatuur (Literair labo, 1965; Glazuur op niets, 1981) en over jazz (Free en andere jazz-essays, 1969). 
Als centraal thema behandelen deze werken allen het probleem van de artisticiteit. Roggeman ziet in de autonome kunst de enige mogelijkheid om aan de vulgaire, vormloze realiteit te ontsnappen. Het Opus finitum is moeilijk toegankelijk, omdat Roggeman geen concessies wil doen aan de lezer en zich vaak uitdrukt in een duister kunst-theoretische jargon.
Van 1977 tot 2002 schreef hij zijn tweede opus onder de naam Usque ad Finem. De toon was reflectief en de schrijfdwang waaronder de werken in Opus finitum geschreven werden, viel weg. Veel van dit werk werd nooit gepubliceerd. 
Van 2003 tot 2009 schreef hij zijn derde opus onder de naam Post Opera Supplementa. Hiermee sloot de auteur zijn literaire carrière af. In 2008 publiceerde de uitgeverij Balanseer twee werken uit dit opus: Betoverende Katastrofe en Cadenas en een derde in 2014: Arabesken met zot Polleken.
In 2009-2010 schreef hij nog 10 delen Annex Documenta en 10 delen Protocollen.
Van deze geschriften, waarvan veel niet is gepubliceerd, is het meeste gedeponeerd in de Universiteitsbibliotheek Gent.
Roggeman was redacteur van de tijdschriften Tijd en Mens (1954-55), Gard Sivik (1959-63) en Komma (1964-68). Hij was ook criticus voor het dagblad Vooruit (1955-1965).

## Jazzmuzikant
Roggeman leerde saxofoon. Hij was jazzrecensent en stichtend lid van de "Willy Roggeman Jazz Lab", bestaande uit Willy Roggeman, Firmin Timmermans, Willy De Bisschop en Mark Van Den Hoof. Ze hadden optredens tijdens onder andere 
- het Free jazz festival Gent,
- Jazz Bilzen,
- Poetry International in Rotterdam,
- het Jazz- en Bluesfestival in Ninove.

## Publicaties
- Vijf geloofsbrieven (z.j.)
- De adem van de jazz (1961)
- Het goudvisje (1962)
- Blues voor glazen blazers (1964)
- Yin/Yang (1964)
- Literair labo (1965)
- Jazzologie 1940-1965 (1966)
- Nardis (1966)
- De axolotl (1967)
- Het zomers nihil (1967)
- Catch as catch can (1968)
- Free en andere jazz-essays (1969)
- De ringen van de kinkhoorn (1970)
- Homoïostase (1971)
- Made of words (1972)
- Indras (1973)
- Gnomon (1975)
- Een gedicht. 'Tweespraak in de herfst' door Maurice Gilliams, analyse en synthese, reprografische editie in beperkte oplage. (Eigen beheer, 1977)
- De goddelijke hagedisjes (1978)
- Lithopedia (1979)
- Glazuur op niets (1981)
- Alef/Farao (1983)
- Quatre Séries Fixées (1986)
- Opus Magnum (1988)
- Postumiteiten (1996)
- De gedichten 1953-2002 (2004)
- Betoverende Katastrofe. Kroniek van een polychroom eremiet (2008)
- Cadenas, Het gedicht (2008)
- Practicum of het steriele schrijven (2009)
- Arabesken met zot Polleken (2014)

## Literair eerbetoon
- 1962:  Leo J. Krynprijs voor Het goudvisje.
- 1963:  Dirk Martensprijs voor de cyclus Kalkvrouw. Visgraatman.
- 1965:  Ark-Prijs van het Vrije Woord voor Blues voor glazen blazers (geweigerd door de auteur, opgedrongen door het Ark-comité).
- 1966:  Essayprijs Referendum van de Vlaamse Letterkunde voor Literair labo.
- 1971:  Bijzondere prijs van de Jan-Campertstichting voor de essaybundel De ringen van de Kinkhoorn.
- 1975:  Prijs Malpertuis voor Rode Vossen.
- 1976:  August Beernaertprijs der Koninklijke Academie voor Nederlandse Taal- en  Letterkunde voor het proza Gnomon.
- 1980:  Arthur A. Cornetteprijs der Koninklijke Academie voor Nederlandse Taal- en Letterkunde voor de essaybundel Lithopedia.
- 1982:  Driejaarlijkse Staatsprijs voor Kritiek en Essay voor Glazuur op niets.
- 2005:  Plantin-Moretus-prijs voor De gedichten 1953 – 2002.
- 2009: Plantin-Moretus-prijs voor Betoverende katastrofe.
- 2009: Prijs voor Letterkunde van de Vlaamse Provincies voor Cadenas.